# Leon Cooper
Leon N. Cooper (28. února 1930, New York – 23. října 2024, Providence) byl americký fyzik a nositel Nobelovy ceny za fyziku za rok 1972. Spolu s Johnem Bardeenem a Johnem Schriefferem formulovali základní teorii konvenční supravodivosti, zvanou BCS teorie. Byly po něm pojmenovány Cooperovy páry.

## Biografie
Cooper v roce 1947 vystudoval Bronx High School of Science a na Columbia University získal v roce 1951 titul B.A. (Bachelor of Arts, bakalář svobodných umění), v roce 1953 M.A. (magisterský titul) a v roce 1954 titul Ph.D. Strávil rok na Institute for Advanced Study a učil na University of Illinois a Ohijské státní univerzitě. Poté v roce 1958 odešel pracovat na Brown University.
Byl členem Americké fyzikální společnosti, Americké akademie věd a umění, Národní akademie věd Spojených států amerických a Americké filosofické společnosti. Prováděl výzkumy např. v CERNu.

## Publikace
- (anglicky)Cooper, L. N. & J. Rainwater. "Theory of Multiple Coulomb Scattering from Extended Nuclei", Nevis Cyclotron Laboratories na Columbia University, Office of Naval Research (ONR), Ministerstvo energetiky Spojených států amerických (skrze již neexistující agenturu Komise pro atomovou energii Spojených států amerických), srpen 1954.
- (anglicky)Cooper, L. N., Lee, H. J., Schwartz, B. B. & W. Silvert. "Theory of the Knight Shift and Flux Quantization in Superconductors", Brown University, Ministerstvo energetiky Spojených států amerických (skrze již neexistující agenturu Komise pro atomovou energii Spojených států amerických), květen 1962.